# アギア・ルメーリ
アギア・ルメーリ（ギリシア語:  Αγία Ρουμέλη）はギリシャのクレタ島南西部のリビア海に面した村で、サマリア峡谷観光で有名な場所である。
村から数キロメートル峡谷をさかのぼったところにサマリア国立公園の入り口ゲートがあるが、峡谷のトレッキングは通例上流側から行われるため、ここは出口ゲートとして主に使われている。村には数軒の宿泊施設とレストランがあり、リビア海に面して砂浜がある。

## 交通機関
- 村の桟橋には、ソウギア（Σούγια）とホラ・スファキオン（Χώρα Σφακίων）を結ぶフェリーが寄港する
- 他の地域につながる道路は無い